# マニュエル・サンタナ
マヌエル・マルティネス・“マノーロ”・サンタナ（Manuel Martinez “Manolo” Santana, 1938年5月10日 - 2021年12月11日）は、スペイン・マドリード出身の男子テニス選手。主に1960年代に活躍し、4大大会男子シングルスで通算4勝を挙げた。クレーコートが多いスペインの選手でありながら、サンタナはサーフェスが異なる芝のウィンブルドン選手権と全米選手権でも優勝を飾り、両大会で史上初のスペイン人優勝者となった。彼は順応性に富むプレースタイルと、試合中に笑顔さえ見せるほどの気さくな人柄で高い人気を持っていた。年代的にはオーストラリアテニス界の全盛期と同時代に位置している。

## 来歴
サンタナは少年時代、地元のテニスクラブで球拾いの仕事を手伝い、そこからテニスを習得していった。1958年からデビスカップスペイン代表選手となる。1961年全仏選手権男子シングルスでニコラ・ピエトランジェリを4-6, 6-1, 3-6, 6-0, 6-2で破り、4大大会初優勝を飾る。1964年全仏選手権で3年ぶり2度目の優勝を果たした時も、同じピエトランジェリとの決勝を6-3, 6-1, 4-6, 7-5で制した。
サンタナがスペインの国民的英雄になったのは、1965年全米選手権優勝である。その決勝戦でクリフ・ドリスデールを6-2, 7-9, 7-5, 6-1で破り、同選手権で最初のスペイン人優勝者となった。ヨーロッパのテニス選手が全米選手権で優勝したことも、1928年のアンリ・コシェ以来の偉業であった。1966年ウィンブルドン選手権でサンタナのテニス経歴のハイライトが訪れる。決勝でデニス・ラルストンを6-4, 11-9, 6-4のストレートで破り、ウィンブルドンでも史上初のスペイン人優勝者になった。しかし翌年のウィンブルドン選手権では、大会初日の1回戦で前年優勝者がセンター・コートの第1試合に出る「オープニング・マッチ」でチャーリー・パサレルに敗れてしまい、同選手権で史上初めて、前年優勝者が初戦敗退した例となった。テニス4大大会にプロ選手の出場を解禁する「オープン化」が実施された後、サンタナの国際舞台での勝利数は急速に少なくなったが、シングルスでは1970年まで優勝記録を残している。
第2次世界大戦後のヨーロッパ人テニス選手として国際的に高い評価を獲得したサンタナは、1973年のデビスカップを最後に現役を引退し、スペイン代表選手として史上最多記録となる「92勝28敗」の記録を残した。1984年にスペインのテニス選手としてマニュエル・アロンソ以来2人目の国際テニス殿堂入りを果たす。2006年、自らのウィンブルドン選手権優勝からちょうど40年後、男子シングルス決勝にスペインのラファエル・ナダルが勝ち上がったことから、サンタナはオールイングランド・ローンテニス・アンド・クローケー・クラブから特別招待を受け、ナダルとロジャー・フェデラーとの決勝を観戦した。2年後の2008年ウィンブルドン選手権において、ナダルが決勝でフェデラーを破って初優勝を果たし、スペイン人男子選手としてサンタナ以来「42年ぶり」2人目のウィンブルドン優勝者になった。

## 4大大会優勝
- 全仏選手権：2勝 (1961年, 1964年)
- ウィンブルドン選手権：1勝 (1966年) [スペイン人男子選手最初の優勝]
- 全米選手権：1勝 (1965年)

| 年     | 大会                 | 対戦相手                 | 試合結果                |
| ------ | -------------------- | ------------------------ | ----------------------- |
| 1961年 | 全仏選手権           | ニコラ・ピエトランジェリ | 4–6, 6–1, 3–6, 6–0, 6–2 |
| 1964年 | 全仏選手権           | ニコラ・ピエトランジェリ | 6–3, 6–1, 4–6, 7–5      |
| 1965年 | 全米選手権           | クリフ・ドリスデール     | 6–2, 7–9, 7–5, 6–1      |
| 1966年 | ウィンブルドン選手権 | デニス・ラルストン       | 6–4, 11–9, 6–4          |